# Dauphin (Manitoba)
Dauphin es un municipio rural canadiense situado en la provincia de Manitoba.

## Superficie
Dauphin tiene una superficie de 1512,79 km².

## Demografía
En 2021, tenía 2136 habitantes, una densidad poblacional de 1,4 hab./km², y 1023 viviendas.